# Courtney Grosbeck
Courtney Grosbeck (Jupiter, 9 luglio 2000) è un'attrice e modella statunitense, nota per aver interpretato il ruolo di Coco Spectra nella soap Beautiful (The Bold and the Beautiful) e per quello di Rachel Sachs nella serie Lincoln Rhyme - Caccia al collezionista di ossa (Lincoln Rhyme: Hunt for the Bone Collector).

## Biografia
Courtney Grosbeck è nata il 9 luglio 2000 a Jupiter, in Florida (Stati Uniti d'America) e ha una sorella che si chiama Chelsea, anche lei attrice. Quando ha frequentato la scuola media, ha coltivato l'interesse per la recitazione.

## Carriera
Courtney Grosbeck nel 2011 ha iniziato la sua carriera come attrice nella serie DayDREAMers. Nello stesso anno ha ricoperto il ruolo di Belinda Bawinkle nel film Gina and the G.I.T. (Genie-In-Training) diretto da Marc C. Zatorsky. Dal 2012 al 2015 ha interpretato il ruolo di Ruby Rizzoli nella serie Parenthood. Nel 2013 ha ricoperto il ruolo di Carly in un episodio della serie Modern Family.
Nel 2015 ha interpretato il ruolo di Gwen Graves nel cortometraggio Call to Heroes diretto da John Wynn. Nello stesso anno ha ricoperto il ruolo di Dani nella serie The Player. L'anno successivo, nel 2016, ha interpretato il ruolo di Jane nel cortometraggio The Waste Land diretto da Brian Brooks II.
Nel 2017 e nel 2018 è stata scelta per interpretare il ruolo di Coco Spectra nella soap opera Beautiful (The Bold and the Beautiful). Nel 2018 ha ricoperto il ruolo di Jamie Porter nel film televisivo Segreti tra vicini (Neighborhood Watch) diretto da Jake Helgren. Nello stesso anno ha ricoperto il ruolo di Josie Mathison-Dunn nella serie Homeland - Caccia alla spia (Homeland).
Nel 2019 ha interpretato il ruolo di Dot nel cortometraggio Then & Now diretto da Niki Koss. L'anno successivo, nel 2020, ha interpretato il ruolo di Rachel Sachs nella serie Lincoln Rhyme - Caccia al collezionista di ossa (Lincoln Rhyme: Hunt for the Bone Collector). Nello stesso anno ha interpretato il ruolo di Young Darby nella serie Love Life.

## Filmografia

### Cinema
- Gina and the G.I.T. (Genie-In-Training), regia di Marc C. Zatorsky (2011)

### Televisione
- Parenthood – serie TV, 12 episodi (2012-2015)
- Modern Family – serie TV, episodio 5x01 (2013)
- The Player – serie TV, episodi 1x02-1x06 (2015)
- Beautiful (The Bold and the Beautiful) – serial TV, 73 puntate (2017-2018)
- Segreti tra vicini (Neighborhood Watch), regia di Jake Helgren – film TV (2018)
- Homeland - Caccia alla spia (Homeland) – serie TV, 5 episodi (2018)
- Lincoln Rhyme - Caccia al collezionista di ossa (Lincoln Rhyme: Hunt for the Bone Collector) – serie TV, 7 episodi (2020)
- Love Life – serie TV, episodio 1x05 (2020)
- The Pitt – serie TV, 4 episodi (2025)

### Cortometraggi
- Call to Heroes, regia di John Wynn (2015)
- The Waste Land, regia di Brian Brooks II (2016)
- Then & Now, regia di Niki Koss (2019)

## Doppiatrici italiane
Nelle versioni in italiano dei suoi film e delle sue serie TV, Courtney Grosbeck è stata doppiata da:
- Roisin Nicosia[27] in Beautiful[28], in Lincoln Rhyme - Caccia al collezionista di ossa[29]
- Vittoria Bartolomei[30] in Homeland - Caccia alla spia[31]

## Riconoscimenti
- Madrid International Film Festival
  - 2019: Vincitrice come Miglior attrice non protagonista in un cortometraggio per Then & Now